# Sigurd Ring (konstnär)
Carl Sigurd Ring, född 29 maj 1884 på Stora Magnered i Örgryte, död 4 september 1951 i Göteborg, var en svensk målare.
Ring var son till kronolänsmannen Carl Ring och Amanda Andersson. Han studerade för Carl Wilhelmson vid Valands målarskola 1900–1905 samt några år i Paris. Under sin tid i Frankrike medverkade han i en utställning i Paris 1910. Han medverkade i samlingsutställningar arrangerade av Sveriges allmänna konstförening och Göteborgs konstförening. På Olsens konstsalong i Göteborg visades 1951 en minnesutställning med hans konst. Hans konst består av stilleben, porträtt, figurer och bohuslänska landskap. Sigurd Ring är begravd på Tåns kyrkogård i Göteborg.  